# Springtime for Hitler (chanson)
Springtime for Hitler est une chanson écrite et composée par Mel Brooks pour son film Les Producteurs, sorti en 1968,.
Dans le film, la chanson fait partie de la comédie musicale (intitulée Le Printemps d'Hitler, en anglais : Springtime for Hitler) que les deux protagonistes montent à Broadway,,. Le numéro musical a été orchestré par Philip J. Lang (en) et mis en scène par Alan Johnson.

## Texte et musique
Les paroles vont comme suit :

« Springtime for Hitler and Germany
Winter for Poland and France »

De plus, les couplets sont accompagnés d'une ligne de chœur heureuse,.
La chanson a une mélodie entraînante.

## Liste de titres
Single 7" 45 tours High Anxiety par Mel Brooks — 1978, Asylum Records E-45458, États-Unis et Canada
Face 1. High Anxiety (2:30)
Face 2. Springtime For Hitler (3:22)

## Reconnaissance
La chanson (dans la version originale du film Les Producteurs sorti en 1968) fut classée 80e dans la liste des « 100 plus grandes chansons du cinéma américain » selon l'American Film Institute (AFI).